# Церква Преподобної Параскеви Сербської (Великий Ключів)
Церква Преподобної Параскеви Сербської у Великому Ключеві — парафія і храм Печеніжинського благочиння Коломийської єпархії Православної церкви України в селі Великому Ключеві Нижньовербізької громади Коломийського району Івано-Франківської области. Пам'ятка архітектури місцевого значення.

## Історія церкви
Вперше згадується 1515 року в податковому реєстрі Руського воєводства.
У 1862—1864 роках на місці давнього храму тривало будівництво нової дерев'яної церкви, яка була покритою ґонтою. У 1930-х роках його перекрили оцинкованою бляхою.
У 1933—1934 роках реставрацію ікон, розпис бані та створення дванадцяти образів «Хресної дороги» виконав маляр Павло Запоріжський.
1983 року коштом громади відреставровано іконостас і поставлено паркет; 1989 — храм та дзвіницю перекрито алюмінієвою бляхою з чеканкою; 1990 — завершено реставрацію та відбулось освячення церкви; 1996 — зведено резиденцію священника; 2013 — відремонтовано фундамент храму; 2000 — освячено капличку на честь 2000-ліття від Різдва Христового.
8 грудня 2023 року під час реставраційних робіт у вівтарній частині храму було виявлено чотири тризуби. Усі вони багато років зберігалися під іконами хрестителя Русі Володимира, княгині Ольга, Миколая Чудотворця і великомученика Димитрія.

## Парохи
- о. Василь Слоневський ([1832]—1864+)[4]
- о. Йосиф Славський (1864—1865, адміністратор)[4]
- о. Северин Литвинович (1865—1881)[4]
- о. Микола Дебельський (1881—1892+)[4]
- о. Микола Блонський (1841—1846, сотрудник)[4]
- о. Іван Долинський (1846—1850, сотрудник)[4]
- о. Семен Саврасевич (1851—1854, сотрудник)[4]
- о. Йосип Славський (1854—1864, сотрудник)[4]
- о. Теофіль Добрянський (1865—1866, сотрудник)[4]
- о. Микола Дрогомирецький (1866—1868, сотрудник)[4]
- о. Дмитро Лойванюк (1869—1875, сотрудник)[4]
- о. Семен Павлюк (1875—1884, сотрудник)[4]
- о. Костянтин Цісик (1884—1892, сотрудник)[4]
- о. Миколай Ужитчак (від 1987)[5].